# Poliespo
Poliespo (Polisinteza Esperanto) es una extensión del esperanto que utiliza palabras Cherokee, creado por Billy Ray Waldon (también conocido como Nvwtohiyada Idehesdi Sequoyah) en 1991.

## Principio de creación
Nvwtohiyada creyó que las lenguas seguras contenidas (para utilizar su plazo) "palabras de relámpago," o frases que solicita o aclarar pensado.  Poliespo Era un intento de combinar estos 'palabras de relámpago' a una lengua.  La mayoría de Poliespo proviene Cherokee, inglés, esperanto, y español, las lenguas que Nvwtohiyada podría hablar.
La filosofía detrás de la lengua es reminiscente de simbolismo de sonido o phonosemantica, y por tanto radicalmente difiere de los principios de esperanto.

## Pronunciación
Alfabeto: un, â, á, ấ, b, b̆, c, ĉ, d, e, ê, f, g, ĝ, h, ĥ, i, ĭ, ĭ:, ĭ́, î, î:, î́, j, ĵ, k, k̆, l, m, m̆, n, n̆, o, ô, p, pʷ (de hecho, un overstruck ʷ), s, ŝ, t, t̂, ť, u, û, ŭ, v, z, ẑ, z̆, q, q́, q̂, q̂́, w, ẃ, ŵ, ŵ́, x, x́, y, 2, 2́.
Los valores de sonido de estos no es bien explicó. Aparece que las vocales un, e, i, o, u es tan en esperanto. Un circunflejo la vocal es nasal. Ĭ Es [ɪ] cuando en inglés cadera', î es nasal ĭ. La vocal q sonidos "como el ir de 'chica' inglesa".  W Es "como el sonido en terrible, ley", y ŵ es nasal w. X es schwa; su forma nasal está escrita 2, porque 2 se parece a, según Waldon, una nariz. Los acentos agudos marcan un tono de aumentar.
Las consonantes son tan en esperanto, plus b, k, m, n breve, los cuales son quizás pre-aspirados con un nasales h. T̂ Es voiceless th [θ], ť es voiced th [ð]. Pʷ Es 'pw'. Ẑ Es [kts], z̆ es [gdz]. Y Es quizás [ç]. Glottal La parón es fonemática pero no escrito.

## Estructura
La estructura es más similar a Ido que a esperanto, desde los radicales son inflected ( es un polysynthetic lengua); por tanto, la lengua no es perfectamente aglutinante. Ido diferente,  ha sólo uno prefija además de aquellos de esperanto: pe-, el cual suele indicar el "género" neutro. Además el accusative,  hay también un sufijo @subject, cuando en coreano y japonés.

## Objetivo
El objetivo sugerido es para dar los EE.UU. occidentales, y principalmente los pueblos nativos, la oportunidad de adquirir el "Cherokee Espíritu". Según sus hablantes, uno no puede hablar Poliespo (o Po, cuando es a menudo llamado) bien a no ser que uno hable esperanto.
Desde que Waldon pidió donaciones a personas interesadas,  ha sido acusado de tener intenciones deshonestas.